# Латино-фалискские языки
Латино-фалискские языки — группа в италийской ветви языков.
К ним относят романские языки (латинский, фалискский) и, предположительно, сикульский.
Древнейшие фалискские тексты датируются VII—VI веками до н. э. В основном они содержат ономастику, подвергшуюся сильному этрусскому воздействию. В отличие от латинского, в фалискском сохранились неизменными гласные серединных слогов, ряд древних окончаний, но монофтонгизация дифтонгов ai, au произошла раньше; индоевропейские инлаутные *-dh-, *-bh- перешли в -f- (в латинском в -d-(-b-) и -b-). На долю латинского языка выпала особая историческая миссия, и он наиболее хорошо изучен по сравнению с другими италийскими языками.
Некоторые характерные различия между латино-фалискских языков от оскско-умбрских:
- индоевропейские *kw и *gw перешли в qu и v в латыни, но в р, b в оскско-умбрских языках;
- индоевропейские *-dh-, *-bh- отражаются как f [ср. оскское mefiai — лат. (in)media (но в фалискском f)],
- в группах двух согласных оскско-умбрских языках обычно происходит дифференциация или прогрессивная ассимиляция (-kt-> -ht-, -nd-> -nn-), но в латинском языке — регрессивная ассимиляция.

Изначально были распространены в латинской Италии, затем распространились по всей Римской империи, особенно в западных регионах. Потомки латино-фалискских языков сегодня также в Латинской Америке, Восточной Канаде и многих странах Африки.